# Stanovništvo Bosne i Hercegovine
Prema popisu iz 1991. godine, BiH je imala 4.377.033 stanovnika. Broj Muslimana (kasnije pod imenom Bošnjaci) je bio 1.902.956 odnosno 43.47% stanovništva Bosne i Hercegovine, 1.366.104 su bili Srbi ili 31.21% stanovništva, Hrvata je bilo 760.852 odnosno 17.38% stanovništva BiH, kao Jugoslaveni se deklariralo 242.682 ljudi ili 5.54%, a 104.439 stanovnika BiH (2,38%) su činili ostali i nepoznati.
U Bosni i Hercegovini živjeli su i pripadnici nacionalnih manjina. Njihov broj na popisu iz 1991. godine, bio je sljedeći:
- Albanci - 4.922 pripadnika
- Crnogorci - 10.048 pripadnika
- Česi - 590 pripadnika
- Mađari - 893 pripadnika
- Makedonci - 1.596 pripadnika
- Nijemci - 470 pripadnika
- Poljaci - 526 pripadnika
- Romi - 8.864 pripadnika
- Rumunji - 162 pripadnika
- Rusi - 297 pripadnika
- Rusini - 133 pripadnika
- Slovaci - 297 pripadnika
- Slovenci - 2.190 pripadnika
- Talijani - 732 pripadnika
- Turci - 267 pripadnika
- Ukrajinci - 3.929 pripadnika
- Židovi - 426 pripadnika

Religijska podjela uglavnom slijedi etničku podjelu: 88% Hrvata su katolici, 90% Bošnjaka su muslimani, a 99% Srba su pravoslavci. 
Podaci su se od tada znatno promijenili jer je u ratu poginulo oko 100 tisuća ljudi po najnovijim procjenama, a pola stanovništva se preselilo. Prema podacima iz CIA fact book iz 2000. godine, BiH ima 4.025.000 stanovnika a etnički sastav je bio sljedeći - 48% Bošnjaci, 37.1% Srbi, 14.3% Hrvati i 0.6% ostali.

### Podaci iz prošlih popisa
- 1981. 4.124.256 stanovnika.

Etnički sastav: Muslimani 37.5 %, Srbi 32 %, Hrvati 20.4 % i drugi.
- 1971. 3.746.111 stanovnika.

Etnički sastav: Muslimani 39.6 %, Srbi 37.2 %,  Hrvati 20.6 % i drugi.
- 1961. 3.277.948 stanovnika.

Etnički sastav: Srbi 42.9 %, Muslimani 25.7%, Hrvati 21.7 % i drugi.
- 1953. 2.847.790 stanovnika.

Etnički sastav: Srbi 44.4 %, Muslimani 31.3 %, Hrvati 23 % i drugi.
- 1948. 2.565.283 stanovnika.

Srbi 41.6 %, Muslimani 34.7 %, Hrvati 22.6 % i drugi.   Arhivirana inačica izvorne stranice od 11. ožujka 2008. (Wayback Machine)
vidi: Demografska povijest Hrvata Bosne i Hercegovine

## Demografija prema CIA World Factbook 2008
Ukupan broj stanovnika: 4,552,198 (Srpanj 2007. proc.)

Dobna struktura:
- 0-14 godina: 15% (muškarci 353,163/žene 331,133)
- 15-64 godina: 70.4% (muškarci 1,615,011/žene 1,587,956)
- 65 godina i više: 14.6% (muškarci 273,240/žene 391,695) (2007. proc.)

Prosjek godina:
- ukupno: 38.9 godina
- muškarci: 37.7 godina
- žene: 40.1 godina (2007. proc.)

Stopa rasta stanovništva:
	1.003% (2007. proc.)

Natalitet:
	8.8 rođenih na 1,000 stanovnika (2007. proc.)

Mortalitet:
	8.42 umrlih na 1,000 stanovnika (2007. proc.)

Neto migracijski saldo:
	9.65 migranata na 1,000 stanovnika (2007. proc.)

Odnos spolova:
- pri rođenju: 1.07 muških na 1 žensku
- ispod 15 godina: 1.067 muških na 1 žensku
- 15-64 godina: 1.017 muških na 1 žensku
- 65 godina i više: 0.698 muških na 1 žensku
- ukupno stanovništvo: 0.97 muških na 1 žensku (2007. proc.)

Stopa smrtnosti novorođenčadi:
- ukupno: 9.58 umrlih na 1,000 živorođenih
- muški: 10.98 umrlih na 1,000 živorođenih
- ženski: 8.07 umrlih na 1,000 živorođenih (2007. proc.)

Očekivana duljina života:
- ukupno stanovništvo: 78.17 godina
- muškarci: 74.57 godine
- žene: 82.03 godine (2007. proc.)

Stopa fertilnosti: 1.23 novorođenih na 1 ženu (2007. proc.)

HIV/AIDS:
- prevalencija u odraslih: < 0.1% (2001. proc.)
- broj zaraženih/oboljelih od HIV-a/AIDS-a: 900 (2003. proc.)
- smrti: 100 (2001. proc.)

Nacionalnost:
- imenica: Bosanac, Hercegovac
- pridjev: bosanski, hercegovački

Etničke grupe:
- Bošnjaci 48%
- Srbi 37.1%
- Hrvati 14.3%
- ostali 0.6% (2000.)

Opaska: Muslimani kao narod se danas izjašnjavaju kao Bošnjaci, za razliku od muslimana koji označavaju vjersku pripadnost.

Vjera:
- Muslimani 42%
- Pravoslavci 31%
- Rimokatolici 15%
- ostali 14%

Jezici:
- Bošnjački jezik
- Srpski jezik
- Hrvatski jezik

Pismenost:
- definicija: s 15 godina i više zna pisati i čitati
- ukupno stanovništvo: 96.7%
- muškarci: 99%
- žene: 94.4% (2000. proc.)

## Vanjske poveznice
Sestrinski projekti
|  | Zajednički poslužitelj ima još gradiva o temi Stanovništvo Bosne i Hercegovine |